# Charles Pire
Pour les articles homonymes, voir Pire.
Charles Pire, né à Mont-sur-Marchienne le 19 décembre 1941 et mort le 10 janvier 2012, est un politicien belge d'extrême droite qui, après avoir été membre du  Parti social-chrétien, exerça différentes fonctions au sein du Front national belge. Il est désigné en avril 2011 président de ce parti alors très divisé, et tente de le réunifier : il meurt cependant en janvier de l'année suivante.

## Biographie
Charles Pire est né le 19 décembre 1941 à Mont-sur-Marchienne dans la maison familiale. Après des humanités classiques au Collège Cardinal Mercier de Braine-l'Alleud, il étudie le droit à partir de 1960 à l'Université de Liège. Il effectue son service militaire au 3e régiment de lanciers et finira par accéder au grade de commandant de réserve. Par la suite, il reçoit les décorations d'Officier de l’Ordre de la Couronne et Chevalier de l’Ordre de Léopold.

## Parcours politique
Charles Pire, docteur en droit, cadre de société d'assurance, puis courtier, est président de l'arrondissement de Huy du Parti social-chrétien de 1978 à 1991 puis de 1999 à 2001, ainsi que de la section du PSC de Villers-le-Bouillet. Il est député wallon du Front National de juin 2004 à juin 2009.
Le 29 juin 2004, il prête serment en allemand au Parlement wallon afin de permettre à son suppléant Marc Levaux de siéger au Parlement de la Communauté française tandis que lui-même continuerait à siéger au Parlement wallon et, avec voix consultative, au Parlement de la Communauté germanophone de Belgique. La commission de vérification des pouvoirs de l'assemblée communautaire francophone refuse la manœuvre et "propose que le parlement refuse la validation, tant de M. Pire que de son suppléant", arguant qu'il a déménagé après les élections en région de langue allemande,. Le 8 juillet, le FN signale que Charles Pire va démissionner et laisser sa place dans les deux assemblées à son suppléant, l'avocat Marc Levaux. Ce dernier, déjà condamné en 2000 pour outrages et propos racistes tenus au conseil communal de Verviers, est à l'époque poursuivi dans un dossier de traite d'êtres humains à Liège et dans le cadre d'un dossier de commerce et recel d'armes de guerre volées. En fin de compte, Charles Pire siège quand même au Parlement wallon jusqu'à la fin de la législature. À cause de cette prestation en langue allemande le FN sera lourdement sanctionné en perdant la présence d'un groupe au Parlement de la Communauté française. Une perte énorme avec privation d'une dotation importante et de ressources humaines. C'est de ce moment que Charles Pire entre en conflit avec le président du FN. Durant la mandature 2004-2009, l'avocat Marc Levaux a été son attaché parlementaire. Dans son opposition au président du FN, Charles Pire crée un nouveau parti, "Force Nationale" avec l'ex-député Juan Lemmens, dont l'existence sera éphémère. (voir le Moniteur Belge) 
En septembre 2007, à la suite de l'éviction de Daniel Féret de la tête du FN de Belgique, consécutive aux querelles internes du parti et aux procédures judiciaires impliquant Féret, Charles Pire, qui fut épaulé par Féret avant de le combattre, est désigné secrétaire politique de ce parti.
En avril 2011, Charles Pire devient président faisant fonction du FN en remplacement de Patrick Cocriamont, à la suite d'un vote du Bureau politique dénoncé par ce dernier comme étant irrégulier, les deux clans se proclament chacun représentant légitime du FN belge.
Lors de l'Assemblée générale du FN qui a eu lieu à Jumet - alors qu'elle devait initialement se tenir à Courcelles mais a fait l'objet d'un arrêté d'interdiction du bourgmestre socialiste Axel Sœur -, Charles Pire a vu son élection comme président du FN confirmée par un vote des membres. Cette assemblée générale est considérée comme illégale par de certains membres et élus qui n'auraient pas été convoqués, le quorum précaire n'étant atteint, selon eux, que par la présence de membres du Mouvement Nation.
Une convention, signée avec la présidente du Front national Marine Le Pen, fait de Charles Pire le seul dépositaire pour la Belgique de l'usage du nom et du logo du FN. Après le décès soudain de Charles Pire, Marine Le Pen retire son agrément au FN belge, provoquant la disparition de ce parti,.

### Engagements
Décrit comme « catholique conservateur » et « réactionnaire et populiste », ami du père Samuel et de son « Église du peuple », il apporte un soutien qui fait controverse à André Léonard lors de sa désignation comme archevêque de Malines-Bruxelles, en janvier 2010,.